# Stahlnetz: Spur 211
Spur 211 ist der 16. Kriminalfilm der Fernsehreihe Stahlnetz. Die deutsche Erstausstrahlung erfolgte in zwei Teilen am 28. und 30. November 1962 im Ersten Programm der ARD.

## Handlung
Der Tankstellenbesitzer Vormann und seine Frau werden am Abend des 21. April bei einem Raubüberfall in ihrem Haus niedergeschossen und schwer verletzt. Zeugen berichten übereinstimmend, dass sie zwei Männer auf Fahrrädern haben flüchten sehen, in Bezug auf Aussehen und Kleidung unterscheiden sich die Aussagen aber entscheidend. Sofortige Polizeikontrollen in der näheren Umgebung bleiben erfolglos. Zwar kann aus der linken Schulter von Frau Vormann ein Geschoss herausoperiert werden, doch laut kriminaltechnischer Untersuchung gibt es keine Waffe, die den Eigenschaften der Kugel entspricht. Als Kriminaloberkommissar Semmler und Kriminalhauptmeister Rathje von der Kriminalpolizei in Hannover auch acht Wochen nach der Tat noch keine erfolgversprechende Spur haben, wird der Vorgang zunächst zu den ungeklärten Fällen gelegt.
Am 20. Juli wird die Leiche von Herbert Fahrnberg aus Hannover im Mittellandkanal entdeckt. Er wurde erschossen, die Leiche mit dem Ersatzreifen seines Wagens und Steinen beschwert und dann ins Wasser geworfen. Das Fahrzeug des Opfers, ein VW Käfer, wird drei Tage später 26 Kilometer vom Fundort der Leiche entfernt in einem Waldstück entdeckt. Laut KTU wurde Fahrnberg in seinem Wagen ermordet, in dem ein blondes, gebleichtes Haar gefunden wird. Im Notizbuch Fahrnbergs finden die Beamten Namen und Fotos von Prostituierten. Darauf angesprochen gibt sich die Witwe relativ unbeeindruckt. Weshalb das einzige zerrissene Foto eine Aufnahme von ihr ist, kann sie sich nicht erklären.
Semmler und Rathje beginnen, im Rotlichtmilieu zu ermitteln. Fahrnberg war hier bestens bekannt und so stoßen die Ermittler auf Pamela Kuhnke sowie zwei ihrer Begleiter, Karl-Heinz Zolling und Hubert Westrich. Frau Kuhnke gibt an, Fahrnberg zu kennen, aber seit Jahren keinen Kontakt mehr zu ihm gehabt zu haben. Doch die Beamten können ihr nachweisen, dass sie Fahrnberg erst kürzlich getroffen haben muss. Zeugen hatten unabhängig voneinander sie, Zolling und Westrich am Tattag mit dem Opfer zusammen gesehen. Handfeste Beweise haben Semmler und Rathje nicht, aber die drei bleiben weiterhin unter dringendem Tatverdacht.
Erst im September erfahren die Ermittler von einem leerstehenden PKW, der bereits am 17. August in einem Waldstück bei Celle gefunden wurde. Alles deutet auf ein Verbrechen hin, denn in Innen- und Kofferraum werden Blutspuren entdeckt, das Auto ist außerdem sowohl innen als auch außen teilweise beschädigt, die Polizei kann ein schwarzgefärbtes Haar sicherstellen. Halter des Wagens ist ein Erwin Pirschel aus Hamburg, dessen Papiere knapp zwei Wochen später südlich von Hannover gefunden werden. Gemeinsam ist beiden Fällen, dass Pirschel und Fahrnberg in ähnlichen Lokalen verkehrt hatten.
In Cuxhaven wird Klaus Wuster von der Polizei verhaftet. Wuster hat sich auf den Diebstahl von Ersatzreifen der Marke VW spezialisiert. Möglicherweise hatte Fahrnberg ihn bei dem Diebstahl überrascht und wurde von ihm umgebracht. Doch Wuster kann für den Tattag ein Alibi nachweisen.  Rathje und Schirrmacher verhören Otto Hecht, der im Frühjahr aus dem Gefängnis ausgebrochen war und vor zwei Tagen gefasst werden konnte. In seiner Wohnung hat die Polizei drei Revolver gefunden, die offenbar aus verschiedenen Waffen zusammengesetzt sind. Die Revolver haben ein Kaliber von 9 Millimeter, mit einer solchen Waffe wurde auch Fahrnberg erschossen. Hecht erklärt, nichts von diesen Waffen zu wissen. Vom BKA kommt die Mitteilung, dass keiner der Revolver als Tatwaffe in Frage komme. Semmler lässt daraufhin am Fundort der Leiche von Tauchern nach der Waffe suchen, allerdings ergebnislos.
Erst im Frühling des darauffolgenden Jahres findet ein Landstreicher in einem unwegsamen Gelände verschiedene Wertgegenstände und stößt schließlich auf eine verweste Leiche, die als Erwin Pirschel identifiziert werden kann. Kurz darauf wird die junge Edith Tirfelder festgenommen, nachdem Rathje beobachten konnte, wie ihr Otto Hecht aus seinem Zellenfenster ein Stück Papier zugeworfen hatte. Das Papier enthält die Mitteilung, Edith solle einen Personalausweis vernichten. In einem längeren Verhör gibt sie zu, Otto Hecht schon als Kind gekannt zu haben und von ihm fasziniert gewesen zu sein. Er sei Gast in ihrer Familie gewesen und mit ihrem Vater auf fahrende Güterzüge aufgesprungen, um sie während der Fahrt auszurauben. Später habe er mit ihr Schießübungen gemacht und sie allerlei Mutproben bestehen lassen. So erfahren Semmler und Rathje, dass Edith und Otto für den Überfall auf den Tankstellenbesitzer verantwortlich sind. Edith hatte sich dafür bewusst als Mann verkleidet. Später waren sie in die Polizeikontrolle geraten, hatten ein Liebespaar gemimt und Otto hatte einen falschen Personalausweis vorgezeigt.
Da sie bei dem Überfall keine Beute gemacht hatten, versuchten sie nun, auf andere Art zu Geld zu kommen. Edith erzählt von den Überfällen auf Fahrnberg und Pirschel. Um nicht wiedererkannt zu werden, habe sie sich die Haare blond färben lassen, was das Haar in Fahrnbergs Wagen erklärt. Sie habe sich als Prostituierte ausgegeben, sei zu den Männern ins Auto gestiegen und habe sie an einer bestimmten Stelle erschossen, wo Hecht wartete, um das Verschwinden der Leichen und der Fahrzeuge zu übernehmen. Das Foto, von dem sie glaubten, es zeige Fahrnbergs Frau, habe Hecht zerrissen, um die Polizei auf eine falsche Spur zu lenken. Doch Semmler ahnt, dass das nicht die volle Wahrheit sein kann. So wie Edith bei den Taten im Fahrzeug gesessen haben will, konnte sie die tödlichen Schüsse nicht abgegeben haben. Er sagt ihr auf den Kopf zu, dass jedes Mal zwei Personen im Wagen gesessen haben müssen, worauf Edith völlig die Fassung verliert und noch einmal beteuert, dass sie die Mörderin sei.
Zwei Tage später suchen Semmler und Rathje Otto Hecht im Gefängnis auf. Als er erfährt, dass Edith sich der Morde bezichtigt habe, zeigt er sich fassungslos und gibt zu, Fahrnberg und Pirschel erschossen zu haben. Er hatte sich mittels einer Perücke und entsprechender Bekleidung als Frau zurechtgemacht und war in die Wagen zugestiegen. Angeblich musste er als Freundin Ediths zunächst nach Hause gefahren werden. Das erklärt auch das schwarze Haar, das man in Pirschels Wagen gefunden hatte.
Abschließend wird das Strafmaß aus dem Off verkündet: Otto Hecht wurde wegen Mordes in Tateinheit mit besonders schwerem Raub in zwei Fällen und wegen versuchten Mordes in Tateinheit mit besonders schwerem Raub zu lebenslangem Zuchthaus unter Aberkennung der bürgerlichen Rechte auf Lebenszeit verurteilt. Edith Tirfelder erhielt wegen Beihilfe zum Mord in Tateinheit mit besonders schwerem Raub sieben Jahre Jugendstrafe.

## Hintergrund
Der Film entstand in Zusammenarbeit mit der Kriminal- und Schutzpolizei des Landes Niedersachsen. Es ist die einzige Folge, die in zwei Teilen ausgestrahlt wurde. Der erste Teil hat eine Länge von ca. 67 Minuten, der zweite Teil ist etwa 42 Minuten lang. Die Innenaufnahmen wurden im Studio Hamburg gedreht. Die Bauten stammten von Albrecht Becker. Heinz Engelmann und Rudolf Rhomberg in ihren Rollen als Ermittler sind die beiden Off-Sprecher.
Spur 211 ist auch die einzige Episode, in der die Darsteller im Abspann mit ihren Rollennamen genannt werden, allerdings beschränkt sich die Auflistung am Ende des zweiten Teils auf die vier Hauptdarsteller. Am Ende des ersten Teils werden von den Schauspielern lediglich Heinz Engelmann und Rudolf Rhomberg namentlich aufgeführt. Zu Beginn des zweiten Teils gibt es eine Zusammenfassung, die von Jürgen Roland gesprochen wird.
Welches genau die titelgebende Spur 211 ist, wird im Film nicht explizit genannt.
In einer Szene wird die Tatverdächtige Pamela Kuhnke von drei Stimmen aus dem Off vernommen. Es sind die Stimmen von Friedrich Schütter, Wolfgang Völz und Uwe Friedrichsen.
Die Folge ist in einer 2013 erschienenen DVD-Box mit sämtlichen Stahlnetz-Folgen enthalten. Hier sind die beiden Folgen zu einem einzigen Film zusammengefügt.